# Bank of Taizhou
Bank of Taizhou Co., Ltd., «Банк Тайчжоу» (TZB; кит. упр. 台州银行股份有限公司, пиньинь Táizhōu yínháng gǔfèn yǒuxiàn gōngsī, палл. Тайчжоу иньхан гуфэнь юсянь гунсы) — городской коммерческий банк со штаб-квартирой в Тайчжоу (провинция Чжэцзян, КНР). 9 сентября 2010 года он был официально переименован в «Банк Тайчжоу» с первоначального названия Taizhou City Commercial Bank (TZCB; кит. упр. 台州市商业银行, пиньинь Táizhōu shì shāngyè yínháng, палл. Тайчжоу ши шанъе иньхан).
Банк был основан 13 марта 2002 года путём слияния восьми местных городских кредитных кооперативов с уставным капиталом в 300 млн юаней. Он является первым городским коммерческим банком в Китае, не контролируемым государством. Вместе со своей предшественницей — организацией Yinzuo Urban Credit Union — Bank of Taizhou имеет непрерывную 25-летнюю историю. К концу 2011 года общий баланс депозитов и активов TZB составил 57,192 млрд юаней, что на 18 % больше, чем в предыдущем году. Общий кредитный портфель составил 26,78 млрд юаней, а общее число кредитных клиентов приблизилось к 60 000. Доля просроченных кредитов составила 0,30 %, что несколько выше, чем годом ранее.
Исследование KPMG «Китайский городской коммерческий банк: Возможность стучится в дверь?» (2007) TZB занял двенадцатое место среди 100 крупнейших городских коммерческих банков Китая. В 2008 году TZB был удостоен 3-го места в «Комплексном рейтинге конкурентоспособности национальных городских коммерческих банков», составленном финансовым журналом The Banker

## Деятельность
По состоянию на 2021 год банк имел уставный капитал в 1,8 млрд юаней и имел 299 отделений, а также 7 сельских дочерних банков. Отделения расположены во всех городах субпровинциального значения и девяти городских округах провинции Чжэцзян. В настоящее время Банк Тайчжоу работает по всей стране, используя свои дочерние отделения для охвата более отдаленных районов. Филиалы расположены в Шэньчжэне, Фусяни, Пекине, Шуньи, Цзянси, Ганьчжоу, Чунцине, Юйбэе, Цяньцзяне, а также в Лишуе, Цзиннине, Тайчжоу и Саньмэне. Общее число сотрудников TZB в 2022 году составило 11 581.

## Направления деятельности
TZB специализируется на финансировании малого и среднего бизнеса, предназначенного для большинства малых предприятий, которые ранее не могли получить кредит в банке, а также имеет большой объём операций по микрокредитованию. Банк был первым банком-партнёром в проекте микрофинансирования Китайского банка развития, начавшемся в 2005 году.
К концу сентября 2011 года у TZB было более 62 000 клиентов с непогашенными кредитами, средняя сумма кредита составляла 436 200 юаней, среди которых кредиты на сумму менее 1 миллиона юаней составляли 92,68 % от количества кредитов и 55,93 % от суммы непогашенных кредитов.

## Собственники
По состоянию на 01 января 2023 г. доля участия в акциях банка была следующей:
- China Merchants Bank Co., Ltd. (24,86 %);
- Geely Technology Group Co., Ltd. (10 %);
- Linhai Pegasus Investment Co., Ltd. (9,96 %);
- Taizhou Luqiao Jinding Investment Co., Ltd. (9,67 %);
- Taizhou Jinquan Farm Co., Ltd. (8,67 %).